# Gobiodon
|  | Per a altres significats, vegeu «Gobiotheriodon». |

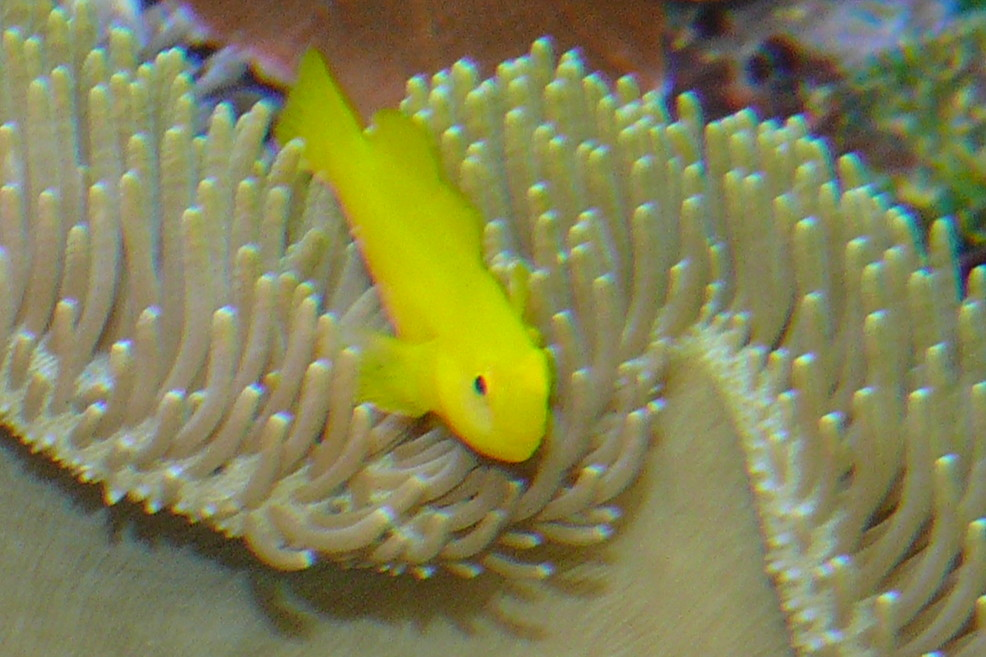
Gobiodon okinawae

Gobiodon és un gènere de peixos de la família dels gòbids i de l'ordre dels perciformes.

## Taxonomia
- Gobiodon acicularis (Harold & Winterbottom, 1995)
- Gobiodon albofasciatus (Sawada & Arai, 1972)
- Gobiodon atrangulatus (Garman, 1903)
- Gobiodon axillaris (De Vis, 1884)
- Gobiodon brochus (Harold & Winterbottom, 1999)
- Gobiodon ceramensis (Bleeker, 1852)
- Gobiodon citrinus (Rüppell, 1838)[2]
- Gobiodon fulvus (Herre, 1927)
- Gobiodon heterospilos (Bleeker, 1856)
- Gobiodon histrio (Valenciennes, 1837)[3]
- Gobiodon micropus (Günther, 1861)
- Gobiodon multilineatus (Wu, 1979)
- Gobiodon oculolineatus (Wu, 1979)
- Gobiodon okinawae (Sawada, Arai & Abe, 1972)[4]
- Gobiodon prolixus (Winterbottom & Harold, 2005)[5]
- Gobiodon quinquestrigatus (Valenciennes, 1837)[3]
- Gobiodon reticulatus (Playfair, 1867)
- Gobiodon rivulatus (Rüppell, 1830)
- Gobiodon spilophthalmus (Fowler, 1944)
- Gobiodon unicolor (Castelnau, 1873)[6][7][8]